# 羽柴秀勝
羽柴 秀勝（はしば ひでかつ）は、安土桃山時代の武将、大名。織田信長の四男で、家臣の羽柴秀吉が養嗣子として迎え入れた。幼名は於次（おつぎ）または於次丸（おつぎまる）。
なお、秀吉の子（養子を含む）には秀勝を名乗る者が3人おり、他の秀勝と区別するため、史家は便宜上、於次丸秀勝（または於次秀勝）と呼ぶことがある。黒田基樹は次秀勝と呼ぶのが適切ではないかとしている（後述）。

## 生涯
永禄11年（1568年）、織田信長の4男として生まれた。生母は養観院と伝えられるが、素性は不明。童名は「次」。
天正4年（1576年）10月、石松丸秀勝を亡くした秀吉は、主家との養子縁組を願い出て、於次丸を貰い受けて羽柴家の跡継ぎとすることにした。
通説では、これは信長が血族を優遇していたことから、自己の地位擁護の意味もあったと考えられている。他方で、宮本義己は、於次丸を養子に迎えることを希望したのは秀吉ではなく、秀吉の正室おねが信長に懇願した結果ではないかと主張し、実子を出産することができなかったおねが主筋の子を我が子として家中の安泰を図ったのではないかと指摘している。
於次丸が秀吉の養子となった時期ははっきりしないが、石松丸秀勝が亡くなった翌年の天正5年から同6年の間と推定される。天正8年（1580年）3月の長浜八幡宮の奉加帳に秀吉と秀勝の連署が見られ、それ以前と考えられるからである。
黒田基樹はこの際に「次秀勝」と署名していることに着目して、「於次丸」ではなく「秀勝」と名乗っているのはこの時点で元服していたことを示しており、同時に幼名に由来している「次」一字をもって自身の仮名として名乗っていたとしている。
秀勝の傅役には、お市の方の御供として浅井家に入って、攻囲を指揮していた秀吉の仲介でお市の方と浅井三姉妹を連れて小谷城を脱出して帰参していた藤掛永勝が、信長によって任命された。
秀吉の所領のうち近江北部の長浜領では、天正9年（1581年）2月頃より秀勝発給の文書が増え、長浜支配は秀吉により秀勝に委託されていた。あるいは少なくとも不在時は13歳の秀勝が署名を代行していたことが、文書記録からわかっている。
天正10年（1582年）3月8日、信長の命により秀吉が中国征伐に出征して備中を攻めると、秀吉が備中冠城を攻めている間に、17日の備前児島の城で秀勝は初陣を果たしたが、これは赤旗城のことであったと考えられる。秀勝はこの城を攻め落として武功をあげたようだ。さらに秀勝は4月からの高松城攻めにも参加した。
6月2日、実父の織田信長が本能寺の変で突然横死した後は秀吉の中国大返しに同行し、「信長の四男」としての立場で6月13日の山崎の戦いに参加して異母兄神戸信孝と共に弔い合戦の旗印となった。
6月27日、清洲会議の際には、秀吉が織田家の後継者に秀勝を推すのではないかという世評もあったが、秀吉は信長の嫡孫たる3歳の三法師を推して家中の支持を得た。結果として秀吉は、信孝を推した柴田勝家とは不仲になった。織田家領の再分配により、秀吉には明智光秀の旧領で京都にも近い要地丹波国が与えられ、秀勝は丹波亀山城主となることに決まったが、代わりに長浜城を含む近江6万石は勝家の養子柴田勝豊に与えられることになった。勝家は所領の越前への帰路に長浜城の傍を通る必要があったが、羽柴側が城の明け渡しを拒むことも予想され、襲撃を恐れて美濃垂井で立ち止まった。秀吉はこれに怒り、襲撃などしないことを保証するために秀勝を人質として差し出した。勝家は無事に通過した後、すぐに秀勝を送り返したので、秀吉はこれを連れて入京して本能寺跡で信長を慰霊した。
10月になっても信長の葬儀は行われていなかった。そこで天下人の後継者を目指す秀吉は、10日より1週間の大法要を大徳寺（臨済宗）で執り行った。棺の前轅は信長の乳兄弟池田恒興の子池田古新が、後轅は秀勝が持ち、位牌と太刀は秀吉自らが持って喪主を務めた。三法師の後見人織田信雄、信孝、宿老の勝家、滝川一益はこれに出席しなかった。秀勝は15日の葬礼に出席した後に中座して、丹波亀山城に入った。
同年、秀勝は従五位下・丹波守、正四位上・侍従に相次いで叙任された。時期は不明ながら、毛利輝元の養女（内藤元種の娘）とも婚約している。
天正11年（1583年）、賤ヶ岳の戦いに参加した。
天正12年（1584年）、小牧・長久手の戦いにも参加し､近江草津に陣を布き、木曽川筋攻撃で活躍している。『兼見卿記』によるとこの頃より体調が悪化して、途中から大垣城に留め置かれた。
同年12月26日、秀勝と輝元の養女の婚礼の儀が、大坂城内において行われた。
天正13年（1585年）7月、秀勝は従三位・左近衛権少将に叙され、ほどなく正三位・権中納言にまでなったが、病床に就き、12月10日、丹波亀山城で病死した。享年18。山科言継の日記によれば、この時、秀勝の母・養観院は存命で、これを看取った。
新妻であった輝元養女は間もなく毛利家に戻され、後に宍戸元続に再嫁した。

## 墓所・木像
墓所は、織田信長の菩提寺として秀吉が建立した大徳寺の総見院と、知恩寺瑞林院（浄土宗）、高野山（真言宗）、阿弥陀寺の四ヵ所に存在した。法名は、総見院過去帳では瑞林院殿賢岩才公大禅定門で高野山の過去帳では大善院松貞圭岩大居士。
秀勝の姿を伝える木像が、前述の知恩寺瑞林院にあり、それをもとにした肖像画が大徳寺本坊知恩寺にある。

## 家臣
- 藤掛永勝 - 秀勝の傅役
- 加藤嘉明 - 秀勝の小姓
- 加藤光泰 - 丹波国時代の与力
- 高田治忠
- 渡辺勘兵衛

## 関連作品
ドラマ
- 徳川家康（1964年、演：木下清）
- 太閤記（1965年、演：石井浩）
- おんな太閤記（1981年、演：吉田友紀→草見潤平）
- 秀吉（1996年、演：青木海）
- 寧々〜おんな太閤記（2009年、演：大原光太郎→小酒井颯斗）
- 江〜姫たちの戦国〜（2011年、演：斉藤秀翼）
- 軍師官兵衛（2014年、演：倉本発）